# Fontaine Saint-Jean
La fontaine Saint-Jean est située à Plouaret en France.

## Localisation
La fontaine est située sur la commune de Plouaret dans le département des Côtes-d'Armor, dans la région Bretagne.

## Description
La fontaine est formée d'une enceinte de murs bahuts servant d'appui à un banc de granit. Un édicule à gable aigu s'élève sur un des côtés de l'enceinte.

## Historique
La fontaine est inscrite au titre des monuments historiques par arrêté du 20 janvier 1926.

## Galerie

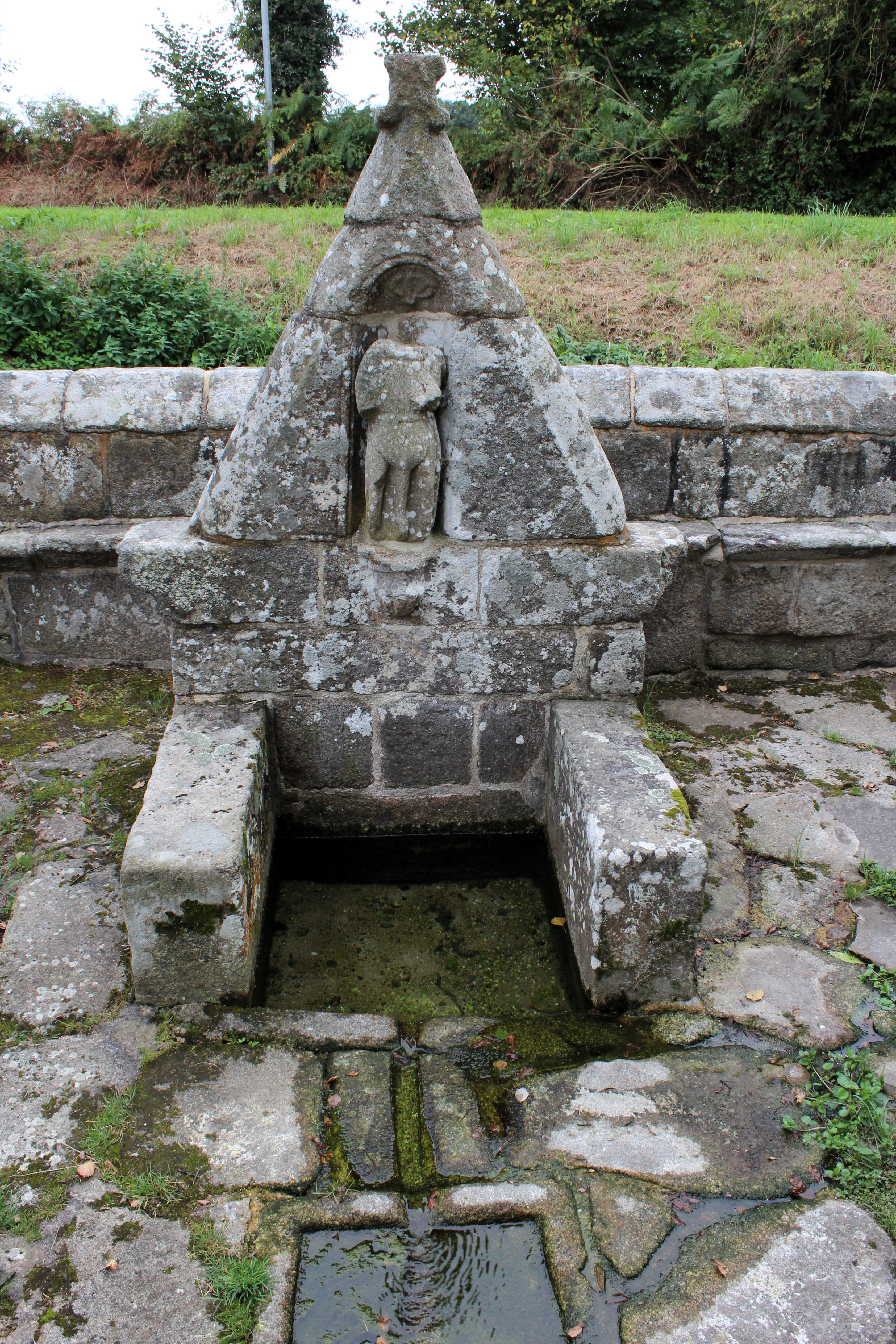